# 纖細象牙貝科
纖細象牙貝科（学名：Gadilinidae）是象牙貝目下的一个科。

## 下属分类
本科包括以下属：
- Episiphon Pilsbry & Sharp, 1897
- 纖細象牙貝屬 Gadilina Foresti, 1895
- Lobantale Cossmann, 1888